# Dryopteris leiboensis
Dryopteris leiboensis är en träjonväxtart som beskrevs av Li Bing Zhang. Dryopteris leiboensis ingår i släktet Dryopteris och familjen Dryopteridaceae. Inga underarter finns listade.